# Европейский вариант португальского языка

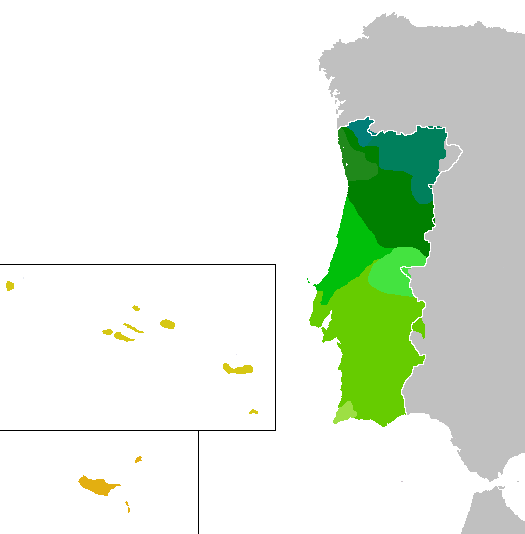
Карта распространения европейских диалектов португальского языка

Европейский вариант португальского языка (порт. Português europeu), португальский язык Португалии (português de Portugal), также лузитанский португальский (português lusitano) или иберийский португальский — один из двух основных языковых вариантов португальского языка, его первоначальная форма, представляющая совокупность фонетических и грамматических норм, принятых в республике Португалия. В настоящее время большинство современных филологов считает, что единый португальский язык, несмотря на имеющиеся различия, существует в двух основных национальных вариантах: европейском и бразильском. На европейский португальский в значительной степени опираются и все другие языковые варианты, возникшие с конца 1970-х годов (ангольский — свыше 11 млн. носителей по оценке 2009 года), мозамбикский, тиморский и другие). Из-за относительно небольшой численности носителей европейского варианта языка (12 млн. говорящих), бразильский вариант (190 млн. говорящих) оказывает на него всё большее влияние, в основном в орфографии и лексике (в 1990 году прошла реформа орфографии). Таким образом, несмотря на плюрицентричность современного португальского языка, наблюдается постепенное приближение всех форм к бразильскому стандарту. В целом, их отличия можно сравнить с отличиями в американском и британском вариантах английского языка. При этом из-за распространённости бразильских теленовелл, португальцы хорошо понимают бразильский вариант, а бразильцы иногда могут испытывать трудности с пониманием беглой европейской речи. Регулятором европейского варианта португальского языка является Лиссабонская академия наук.

## История
С начала XIX века (получение независимости Бразилией) и до 70-х годов XX века португальский язык существовал в двух основных вариантах: европейском и бразильском. Подобная ситуация с некоторым стандартизованным расхождением норм одного и того же языка между нормами метрополии и (бывших) колоний наблюдается и у других европейских языков, перенесённых за океан в период колонизации Нового Света (испанский, английский, французский). При этом, несмотря на свою «первоначальность», европейскую норму данных языков классической называть было бы неверно. Португальский язык в Бразилии, испанский язык в Мексике и английский язык в США опираются, по крайней мере в фонетике, на «классические» стандарты европейской нормы орфоэпии периода XVI—XVII веков, то есть начала колонизации. Языки Европы с тех пор претерпели значительные фонетические изменения, а языковые нормы колонии так и остались законсервированными.
Португальский язык Европы сильно изменился фонетически в XIX веке. Объясняется это как внутренними спонтанными процессами в языке, его большим исторически обусловленным диалектным дроблением по сравнению с унифицированной Бразильской нормой, галлицизмами и англицизмами. Бразильская же норма, особенно на юго-востоке страны испытала на себе влияние испанского языка Америки. С другой стороны грамматически более консервативна европейская форма, бразильская же содержит ряд инноваций.

## Фонетика
- Развитие редуцированного звука -е (напоминающего русский -ы[уточнить]) в окончании на -de в словах типа «felicidade» «счастье», отсутствие палатализации d (в Бразилии -de переходит в -джи).
- Переход дифтонга ei > ai: feito звучит как «файту».
- Отличия в позиции местоимения и наличие длительной формы глагола в Бразилии объясняется испанским влиянием.

## Грамматика
В европейском португальском местоимение Você — это строго формальное «Вы» (ср. фр. vous, исп. usted), tu «ты» (как и в русском, испанском, франц.) используется только по отношению к родственникам, друзьям, детям. В бразильском португальском tu практически не используется (только в южной и северо-восточной части Бразилии). Местоимение второго лица множественного числа — vocês. Спряжение глаголов поэтому смещено. Похожее смещение произошло в испанском языке Аргентины.